# Where Walks Aphrodite
Chapter 16: Where Walks Aphrodite (Capítulo 16: La Venganza de Afrodita en América Latina, y El Regreso de Afrodita en España), es el décimo sexto episodio de la primera temporada de la serie de televisión animada Scooby-Doo! Misterios, S. A..
El guion principal fue elaborado por Bob White, mientras Joey Mason se encargó de dibujar el guion gráfico, y Curt Geda estuvo a cargo de la dirección general. El episodio fue producido por la compañía Warner Bros. Animation, a manera de secuela de la serie original de Hanna-Barbera Productions, Scooby-Doo ¿dónde estás? (1969).
Se estrenó oficialmente en los Estados Unidos el 17 de mayo de 2011 por Cartoon Network. En Hispanoamérica y Brasil, el episodio se estrenó oficialmente el 19 de junio de 2011 a las 17:00 a través de Cartoon Network.

## Argumento
En el fragor de un partido de fútbol de la secundaria gruta de cristal, varios espectadores y jugadores del partido comienzan a caer víctimas de un hechizo de una deforme y demacrada afrodita, la diosa del amor.

Al día siguiente la pandilla está discutiendo el reciente evento ocurrido en el partido, además descubren una serie de raras parejas que a pesar de ser inusuales, no despiertan sospechas alguna en los chicos. Shaggy se separa del grupo para presentar un examen pero es interceptado por afrodita que lo hechiza como al resto de sus víctimas. El muchacho bajo los efectos de la diosa, irrumpe la clase de biología y hechiza a Vilma los dos bajo los efectos , hechizan también , al resto de sus compañeros, incluyendo a Daphne y a Fred.

Scooby-Doo llega y Afrodita también trata de hechizarlo, pero no lo consigue, pues no hay nadie alrededor de quien el gran danés se pueda enamorar. Molesta, la diosa manda a su ejército de estudiantes hipnotizados a capturar al perro. Scooby escapa, y se percata que la ciudad entera está afectada por el hechizo del amor, incluyendo a sus dueños quienes tratan de perseguirlo en la máquina del misterio , amigos y a sus padres. Asustado, Scooby se refugia en un callejón, donde es interceptado por el profesor Pericles. El perico le explica al gran danés que está dispuesto a ayudarlo a detener a la villana. Ambas mascotas recolectan distintos ingredientes con los cuales crean el antídoto. Sin embargo son atrapados en el acto por Afrodita y sus súbditos enamorados. Scooby y Pericles logran rescatar una muestra del antídoto con el que curan a la pandilla. En medio de los zombis enamorados de la ciudad, el padre de Fred le dice que si ya no está enamorado entonces tendrá que soltar un horrible grito y destruirlo, tras lo cual lanza un fuerte alarido mítico similar al de un demonio.

De la nada, Angel Dynamita (que no cayó bajo el hechizo porque nació sin el don del olfato) aparece a bordo de la Máquina del Misterio para ayudar a los chicos a escapar de la ciudad. Angel empalidece al ver al Profesor Pericles, quien solo le dice: «Es un gusto conocerte, Angel», como si la conociera. En las afueras de Gruta de Cristal, los chicos tratan de descubrir quién puede ser afrodita, pero no se les ocurre nada hasta que Daphne resalta el hecho de que la diosa usa un vestido de graduación. Investigando en la biblioteca de la escuela, Vilma descubre un artículo sobre Amanda Smythe, una joven no muy agraciada que usó un vestido similar al de Afrodita en una graduación de la secundaria donde la chica fue postulada como reina del baile, aunque esa misma noche la chica desapareció de la ciudad y no fue vista otra vez. El profesor Pericles le explica al grupo que cuando fueron atacados, Afrodita mencionó algo sobre una corona. Advertidos de las intenciones de la malvada diosa, los chicos deciden armar un plan para detenerla y salvar a la ciudad. 
Mientras preparan la trampa las distintas parejas tratan de aclarar las cosas entre ellos: Shaggy y Vilma deciden fingir que nada sucedió y ocultar lo que sienten, mientras Fred y Daphne reconocen que pasaron un gran momento juntos, y Fred le dice a Daphne que no necesita ningún hechizo para amarla. En Gruta de Cristal, Afrodita está a punto de ser coronada, pero la ceremonia es interrumpida por la pandilla que curan a los ciudadanos del hechizo de amor y capturan a Afrodita, quien es en efecto Amanda. La mujer, ahora con una apariencia más hermosa, confiesa que su intención era vengarse de sus antiguos compañeros de clase, quienes la nominaron como reina del baile para humillarla cruelmente delante de la escuela ridiculizándola con una máscara deforme. Devastada, Amanda abandonó Gruta de Cristal jurando volver por la corona. Con sus conocimientos avanzados en química, la muchacha creó una feromona especial que daba el efecto de enamorar a quien la inhalase, y usando la misma máscara con la que fue humillada, regresó a la ciudad para culminar sus planes.

Tras resolver el nuevo misterio, los chicos son contactados por el agente del Señor E, quien les trae un mensaje del profesor Pericles, a quien vieron por última vez cuando arrestaron a Amanda. En una grabación, el perico afirma que fue él quien le dio la fórmula de amor a Afrodita, y al recolectar los ingredientes para el antídoto, se apoderó de distintas cosas, que serán esenciales para que él encuentre un tesoro abandonado por los conquistadores que fundaron la ciudad. El secuaz del Señor E afirma que ese tesoro esconde una maldición mortal, y que si Pericles encuentra el tesoro, significará el fin de Gruta de Cristal.